# Pan (maan)
Pan is een kleine maan van Saturnus en heeft een korte omlooptijd. Het is vernoemd naar de Griekse god Pan, een herdersgod. Pan is een zogenaamde herdermaan van Saturnus. Dit is een maan die een baan om een planeet met ringen heeft en zich aan de uiterste randen van deze ringen of in het gat van zo'n ring beweegt. Pan bevindt zich binnen de Enckescheiding in de A-ring van Saturnus en zorgt ervoor dat het gat open kan blijven.
De zwaartekracht van Pan veroorzaakt golfpatronen in de A-ring. Op basis van deze golfpatronen zijn de plaats en de grootte berekend. Er werd besloten om de foto's van de Voyager opnieuw te bekijken en Pan werd hierop inderdaad ontdekt. Het is mogelijk dat er nog meer onontdekte manen binnen de ringen van Saturnus aanwezig zijn.